# Symche Natan

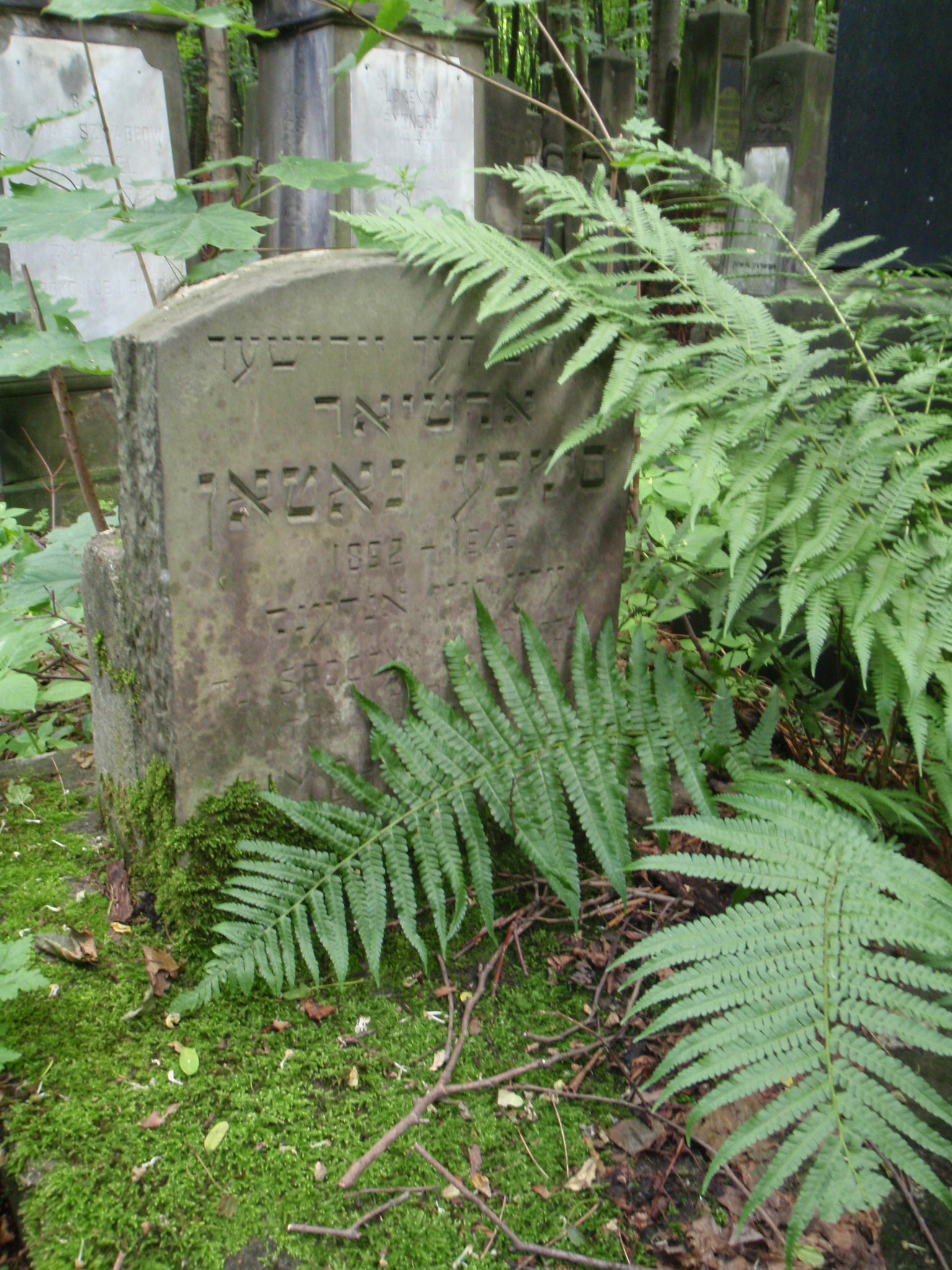
Grób Symchy Natana na cmentarzu żydowskim w Warszawie

Symche Natan (ur. 1 listopada 1892, zm. 1 listopada 1946 w Warszawie) – polski aktor żydowskiego pochodzenia, który zasłynął głównie z ról w przedwojennych żydowskich filmach i sztukach teatralnych w języku jidysz.
Po wybuchu II wojny światowej znalazł się wraz z rodziną we Lwowie. Współpracował z Idą Kamińską w Równem. Tam zastał go atak Niemiec na ZSRR, który odciął go od żony, córki i wnuka pozostawionych we Lwowie. Sam zbiegł do Frunze. Po wojnie powrócił do Polski. W Dzierżoniowie organizował zespół teatralny, w skład którego wchodzili m.in. Ruth Kowalska i Michał Szwejlich.
Pochowany na cmentarzu żydowskim przy ulicy Okopowej w Warszawie (kwatera 39, rząd 2).

## Filmografia
- 1937: Weseli biedacy
- 1936: Judel gra na skrzypcach